# Oorlog

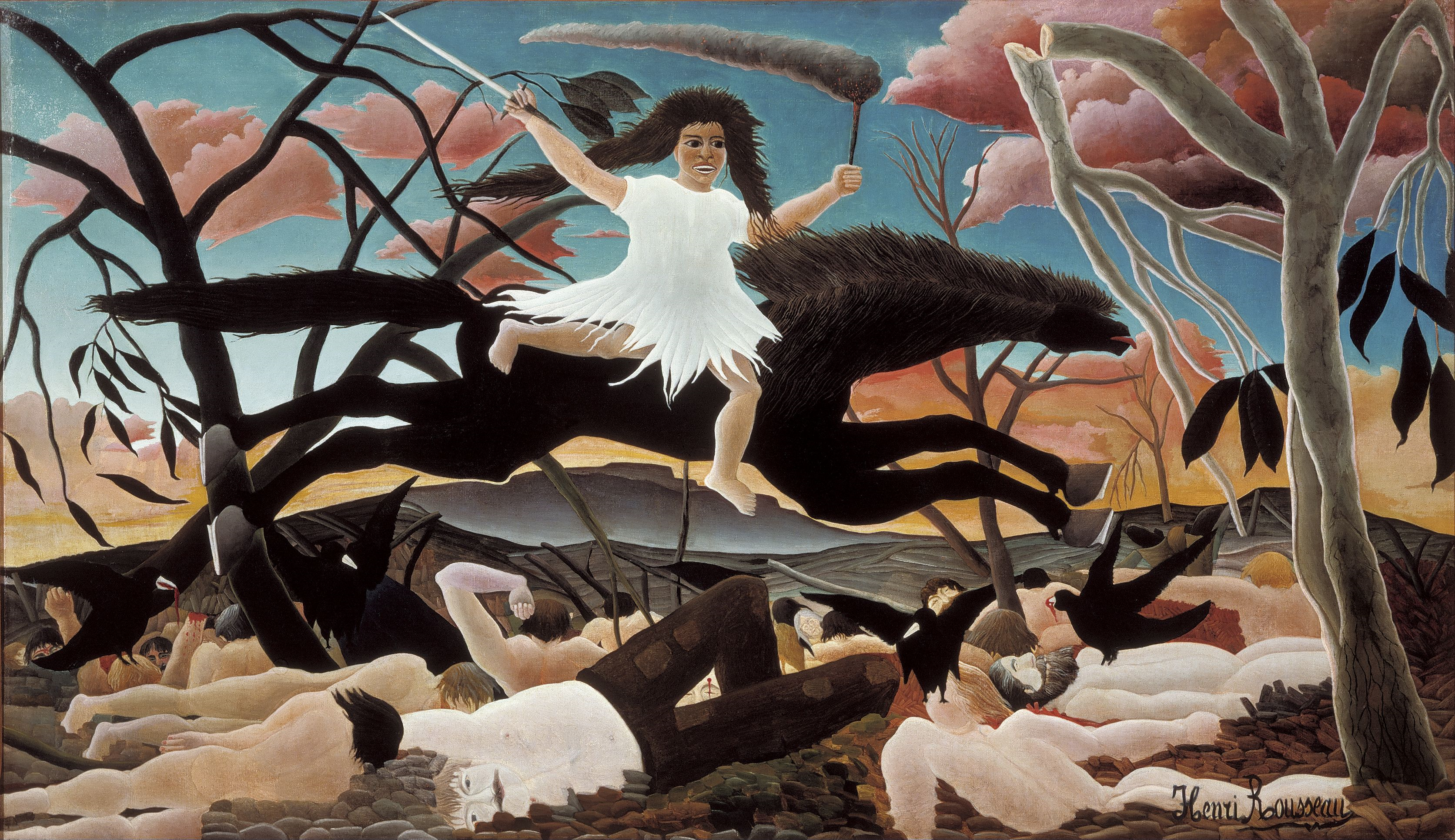
De oorlog door Henri Rousseau, 1894

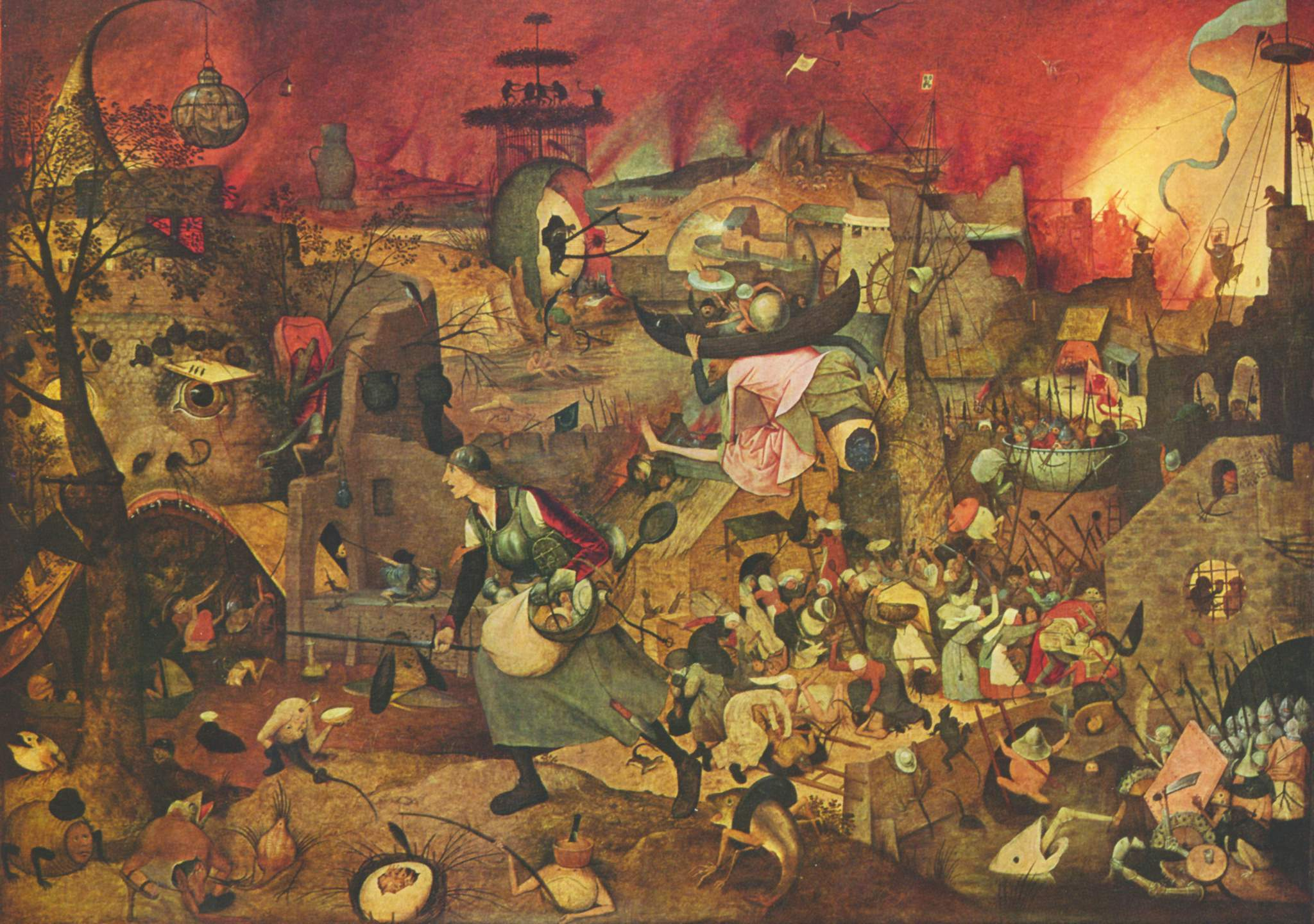
De dulle griet door Pieter Bruegel de Oude, 1563

De Franse aftocht uit Moskou tijdens de veldtocht van Napoleon naar Rusland.

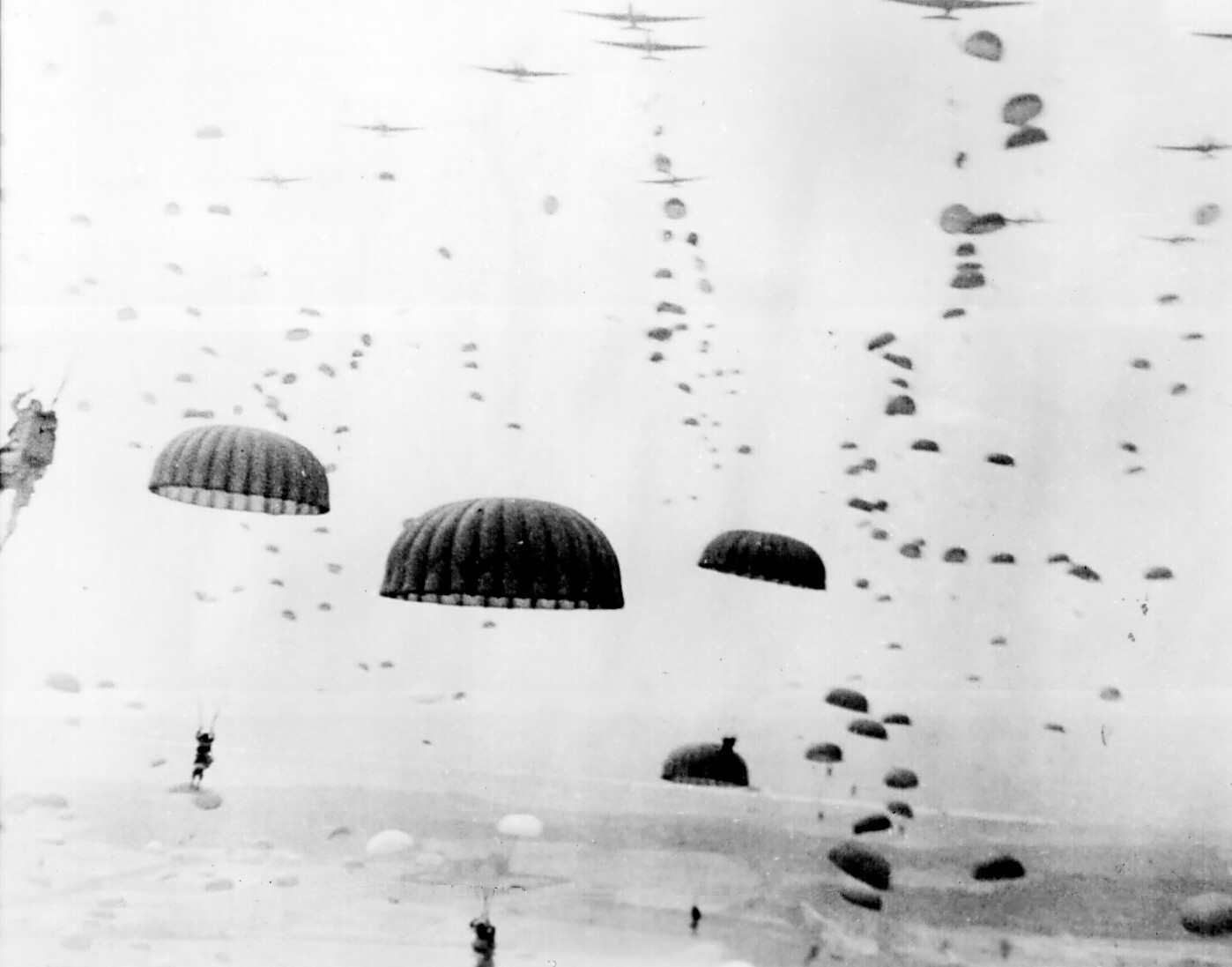
Paratroepen landen tijdens Operatie Market Garden (september 1944)

Oorlog is een gewapende strijd tussen minstens twee partijen, volkeren of staten. Als etnische of religieuze groepen binnen een nationale staat met elkaar een gewapende strijd voeren, dan spreekt men van een burgeroorlog. Er is sprake van een wereldoorlog, als een meerderheid van de wereldwijd grootste en sterkste nationale staten bij de oorlog betrokken is.
Oorlog tussen nationale staten kwam tot en met de 20e eeuw geregeld voor. De eerste helft van de 20e eeuw stond in het teken van twee grote wereldoorlogen, de Eerste en de Tweede Wereldoorlog. 

Vergelijking van de percentages sterfgevallen onder mannen, veroorzaakt door oorlogvoering in acht verschillende tribale samenlevingen, met onderaan de mannelijke slachtoffers in Europa en de VS in de gehele 20e eeuw. Het aandeel oorlogsslachtoffers was in de tribale samenlevingen vele malen hoger.

Tegenover oorlog staat vrede, een toestand waarin volkeren en naties elkaars bestaan respecteren of zelfs waarderen. Tussen oorlog en vrede zijn allerlei tussenvormen denkbaar, zoals een Koude Oorlog of een wapenstilstand. 
Oorlogvoering is altijd onderworpen geweest aan wetten en reglementen, die in de loop der tijd zijn veranderd. Er is met name veel nagedacht over de rechtvaardiging van oorlog. Sinds 1945 is, volgens het internationaal recht, oorlog niet langer meteen gerechtvaardigd om een conflict te beslechten. Pas na uitputting van alle diplomatieke middelen, kan worden overgegaan tot de inzet van gewapende middelen.
De internationale wetgeving ten spijt, worden sommige conflicten nog steeds met wapens beslecht, alvorens alle diplomatieke middelen uitputtend zijn benut. 
Om de confronterende term 'oorlog' te omzeilen worden ook wel eufemismen als Politionele actie of Speciale militaire operatie gebruikt.  

## Definitie
De definitie van oorlog is niet vastgelegd. In 1960 stelde Lewis Fry Richardson dat 1 dode een moord is en 1000 doden een gewapend conflict.
Singer & Small (1972) en Deutsch & Senghaas (1973) stelden voor om het over "oorlog" te hebben als het fenomeen voldeed aan de volgende drie criteria: 
1. Omvang: de strijd resulteert in minstens 1000 doden op het slagveld, niet meegeteld de indirecte slachtoffers door hongersnood, gebrek aan onderdak en ziekte.
2. Voorbereiding: de strijd is van tevoren voorbereid en/of wordt onderhouden door grootschalige sociale organisaties, via rekrutering, training en opstelling van soldaten; er is sprake van aanschaf, opslag en distributie van wapens en munitie.
3. Legitimatie: de strijd wordt gewettigd door een bestaande regeringsorganisatie, zodat de moord op grote schaal niet als misdaad maar als plicht wordt gezien.

Daarnaast definieerde Eckhardt (1989 en 1992) oorlog als "elk gewapend conflict waarbij een of meer overheden betrokken zijn en dat 1000 of meer slachtoffers per jaar kost". Volgens Frankel (1977) leek oorlog in het algemeen alleen de grote conflicten in te houden, "gewoonlijk tellen de conflicten waarin minder dan 50.000 strijdkrachten meedoen niet mee".
Alle genoemden waren het erover eens dat de telling van de doden zowel burgers als militaire slachtoffers inhoudt, maar Frankel telde ook de doden die indirect vielen ten gevolge van hongersnood of epidemieën en ziekten, plus de oorlogsgerelateerde slachtingen onder de non-belligerente burgerbevolking.  

## Stammenoorlog versus moderne oorlog
In de prehistorie bestonden er al schermutselingen. De helft van de mensen die werden opgegraven in een Nubische begraafplaats van de Qadancultuur, die kon worden gedateerd op een ouderdom van 12.000 jaar, was overleden aan geweld. Lawrence H. Keeley, professor aan de Universiteit van Illinois, stelt dat 90-95% van de samenlevingen die in de loop van de geschiedenis zijn bestudeerd, ten minste af en toe op oorlogspad gingen. Gemiddeld meer dan een derde van de Yanomamömannen uit het Amazonebekken overleed als gevolg van oorlogshandelingen. In sommige samenlevingen leefde men voortdurend in een sfeer van oorlogvoering. Zo waren er 633 gedocumenteerde gevechten tussen Maoristammen in de periode 1801 en 1840.
Ondanks de onmiskenbare bloedbaden en de dodelijke effectiviteit van de moderne oorlogvoering, blijkt uit dit soort onderzoek dat stammenoorlogen relatief (percentueel) gemiddeld 20 keer dodelijker zijn dan de oorlogen van de 20e eeuw.

## Soorten oorlogvoering
Er is een aantal manieren om oorlogvoering te categoriseren. Eén categorisering is conventioneel tegenover onconventioneel, waarbij conventionele oorlogvoering goed geïdentificeerde en bewapende krachten impliceert, die elkaar bevechten op een vrij open en ongecompliceerde manier, zonder massavernietigingswapens. Onconventioneel verwijst naar andere soorten oorlog, met elementen als guerrilla en terrorisme. Deze categorie omvat tevens chemische of biologische oorlogvoering.
Elk van deze categorieën valt in een van de twee bredere categorieën: hoge respectievelijk lage intensiteits-oorlogvoering. Hoge intensiteits-oorlogvoering is het vechten tussen twee grootmachten of grote landen om politieke redenen. Lage intensiteitsoorlogvoering impliceert guerrillaoorlogvoering en gespecialiseerde soorten troepen die om revolutie vechten.

## Oorlog en het internationaal recht
Het voeren van een oorlog is volgens het internationaal recht in beginsel onrechtmatig.
Ook het dreigen met geweld valt onder dit artikel. Landen zijn alle soeverein en gelijk, en het dreigen met, of het voeren van een oorlog is een inbreuk op de soevereiniteit van een land. Slechts in twee gevallen, zoals beschreven in het VN-Handvest, is oorlog gerechtvaardigd.

### Mandaat van de VN-Veiligheidsraad
De eerste mogelijkheid om een gerechtvaardigde oorlog te beginnen is als er een mandaat van de VN-Veiligheidsraad ligt, op grond van artikel 39 van het VN-Handvest. De Veiligheidsraad stelt vast of er sprake is van een bedreiging van de vrede, verbreking van de vrede of een daad van agressie, en kan aanbevelingen doen of zelf maatregelen treffen.
Allereerst zal er een oplossing gezocht moeten worden tussen de partijen. De middelen die de partijen ter beschikking staan zijn onderhandelingen, feitenonderzoek, bemiddeling, conciliatie, arbitrage, goede diensten van derde landen en rechterlijke beslissingen door een internationaal hof of door een ad-hoctribunaal.
Mochten deze middelen geen oplossing bieden dan kan de Veiligheidsraad maatregelen nemen, met of zonder geweld.
In de praktijk delegeert de Veiligheidsraad de bevoegdheid om tot geweld over te gaan aan één of meer landen. De Verenigde Staten hebben, als rijk en machtig land, een aantal keer van deze bevoegdheid gebruik kunnen maken.

### Zelfverdediging
De andere gerechtvaardigde oorlogsgrond is die van de zelfverdediging.
Dit kan zowel individuele, als collectieve zelfverdediging betreffen.
Zelfverdediging is ook rechtmatig als de ambassade van een nationale staat in een andere staat is aangevallen, bijvoorbeeld in de Iraanse gijzelingscrisis.
Er is een zestal voorwaarden voor rechtmatige zelfverdediging:
1. Er moet een gewapende aanval op de staat hebben plaatsgevonden.
2. Deze gewapende aanval moet toerekenbaar zijn aan een andere staat en niet aan bijvoorbeeld een rebellengroep.
3. De zelfverdedigingsactie moet direct na een aanval plaatsvinden. Er kunnen geen maanden zitten tussen een eerste aanval en de daarop volgende zelfverdedigingsactie. Als er niet direct adequaat gereageerd wordt, vervalt het recht op zelfverdediging.
4. De zelfverdediging moet noodzakelijk en proportioneel zijn ten opzichte van de aanval.
5. De actie van zelfverdediging moet gemeld worden bij de VN-Veiligheidsraad
6. Deze zelfverdediging moet worden beëindigd op het moment dat de VN-Veiligheidsraad de maatregelen heeft genomen die noodzakelijk zijn om de internationale vrede en veiligheid te garanderen.

## Etymologie
Volgens het Van Dale Groot woordenboek van de Nederlandse taal betekende het eerste deel van oorlog oorspronkelijk "verbreken van een overeenkomst" en betekende het tweede deel "noodlot". In het Oudnoords kende men het begrip Ørlög, dat eveneens "noodlot" betekent.
Eveneens wordt log verbonden met het Scandinavische lag dat "vastliggend" betekende, waaruit de betekenis "orde" voortkwam. Oorlog is dus de ontbinding van de orde. Dit is terug te vinden in het woord war dat in het Engels "oorlog" en in het Nederlands "verwarring" betekent en door beide talen van het Frankische woord werra is overgenomen. In het Frans is het woord verbasterd tot guerre, in verschillende andere Romaanse talen tot guerra.

## Waanzin

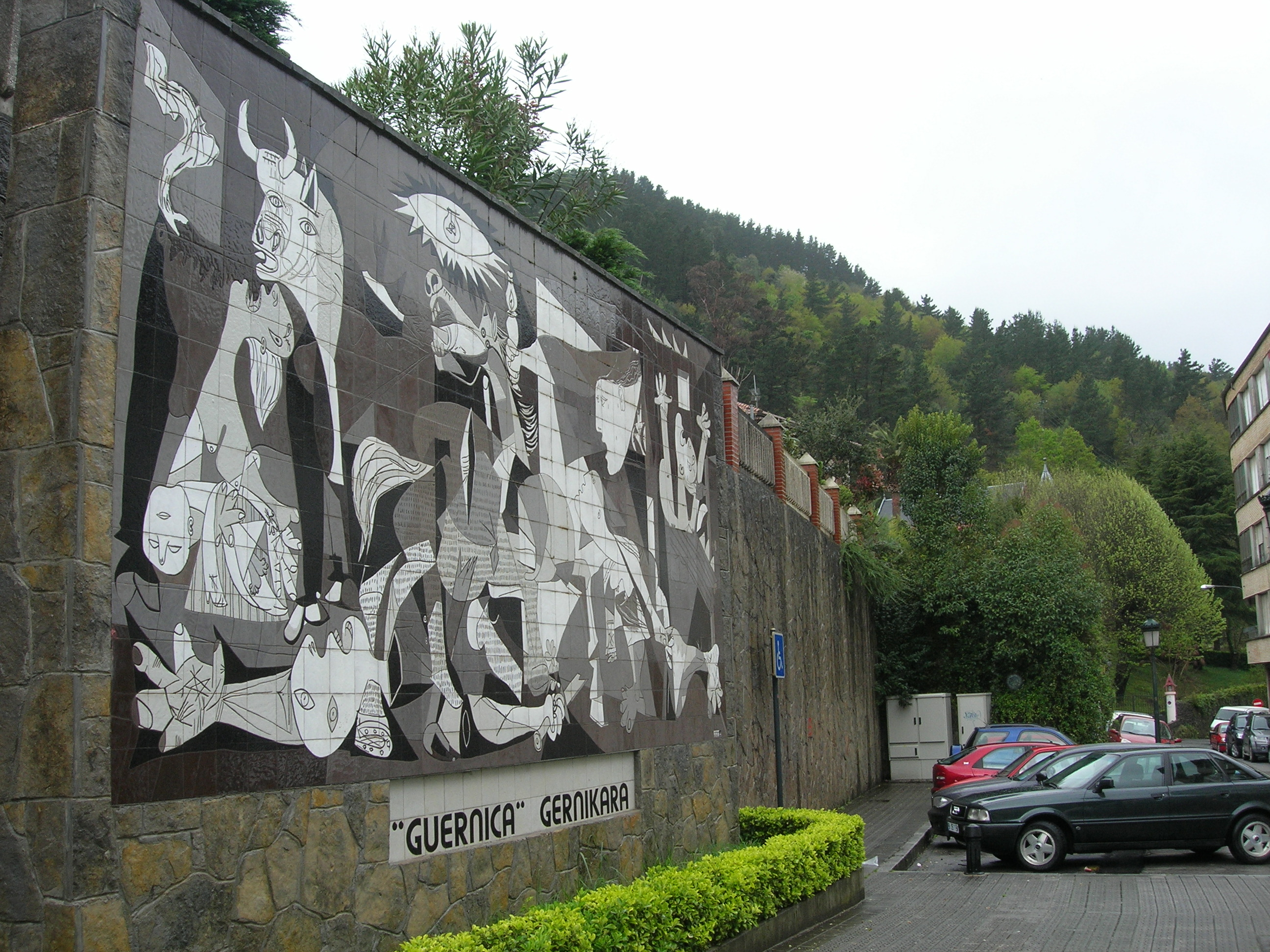
Guernica, Pablo Picasso, na het bombardement van Guernica door de fascisten onder leiding van Francisco Franco, om de Republikeinse weerstand te breken.

Het huidige bewustzijn van de waanzin van de oorlog, staat in tegenstelling tot de eeuwenoude opvatting dat oorlog een normaal politiek instrument was. Eeuwenlang werd oorlog voorgesteld als onvermijdelijk en noodzakelijk, waarbij de overwinning gegarandeerd is, niet zozeer door militair overwicht, maar vanwege de rechtvaardigheid van de gevoerde strijd en door 'Gods steun'. Diverse kunstwerken illustreren de normaliteit:
- Peter Paul Rubens: De verschrikkingen van de oorlog, 1637
- Stefano della Bella: Triomf van de Dood op het slagveld, 17e eeuw
- Henri Rousseau (le Douanier): De oorlog, 1894

De idee van de waanzinnige oorlog verspreidde zich in de moderne tijd. Zo belicht Goya in de 19e eeuw het standpunt van de slachtoffers en de overwonnenen, Picasso en Marc Chagall doen iets gelijkaardigs, respectievelijk met hun Guernica (1937) en De oorlog (1945).

## Onderzoek
Polemologie is de wetenschap die beoogt de oorzaken van oorlogen te onderzoeken, en daarmee een bijdrage te leveren aan de totstandkoming van duurzame vrede. Een hele reeks Nederlandse en internationale organisaties voert onderzoek in dit verband. 